# Shisen-dō

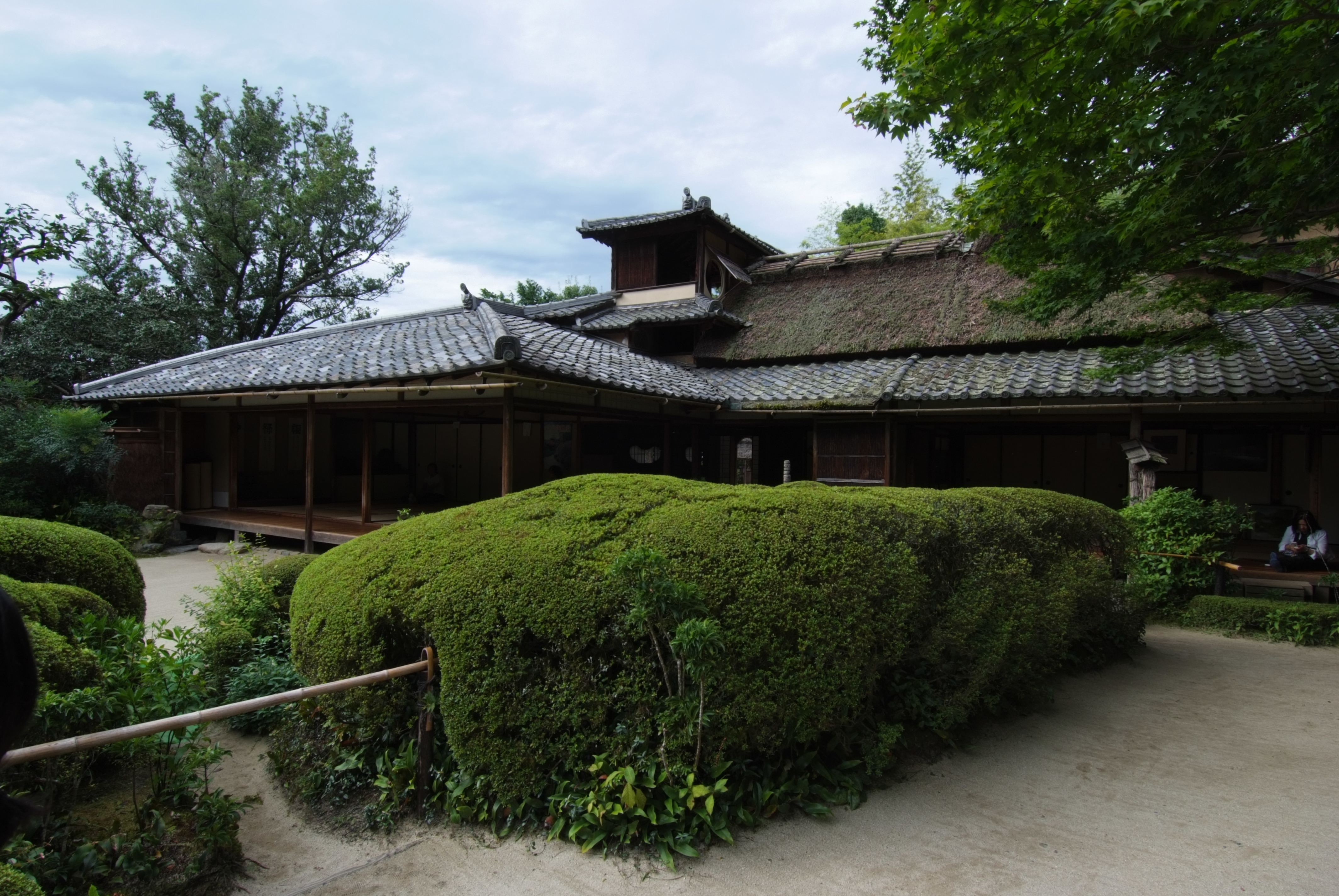

Shinsen-dō (japanisch 詩仙堂) in Kyōto war ursprünglich die Villa des Gelehrten Ishikawa Jōzan (1583–1672) aus dem Beginn der Edo-Zeit. Heute ist sie ein Tempel der Sōtō-Richtung des Buddhismus.

## Übersicht

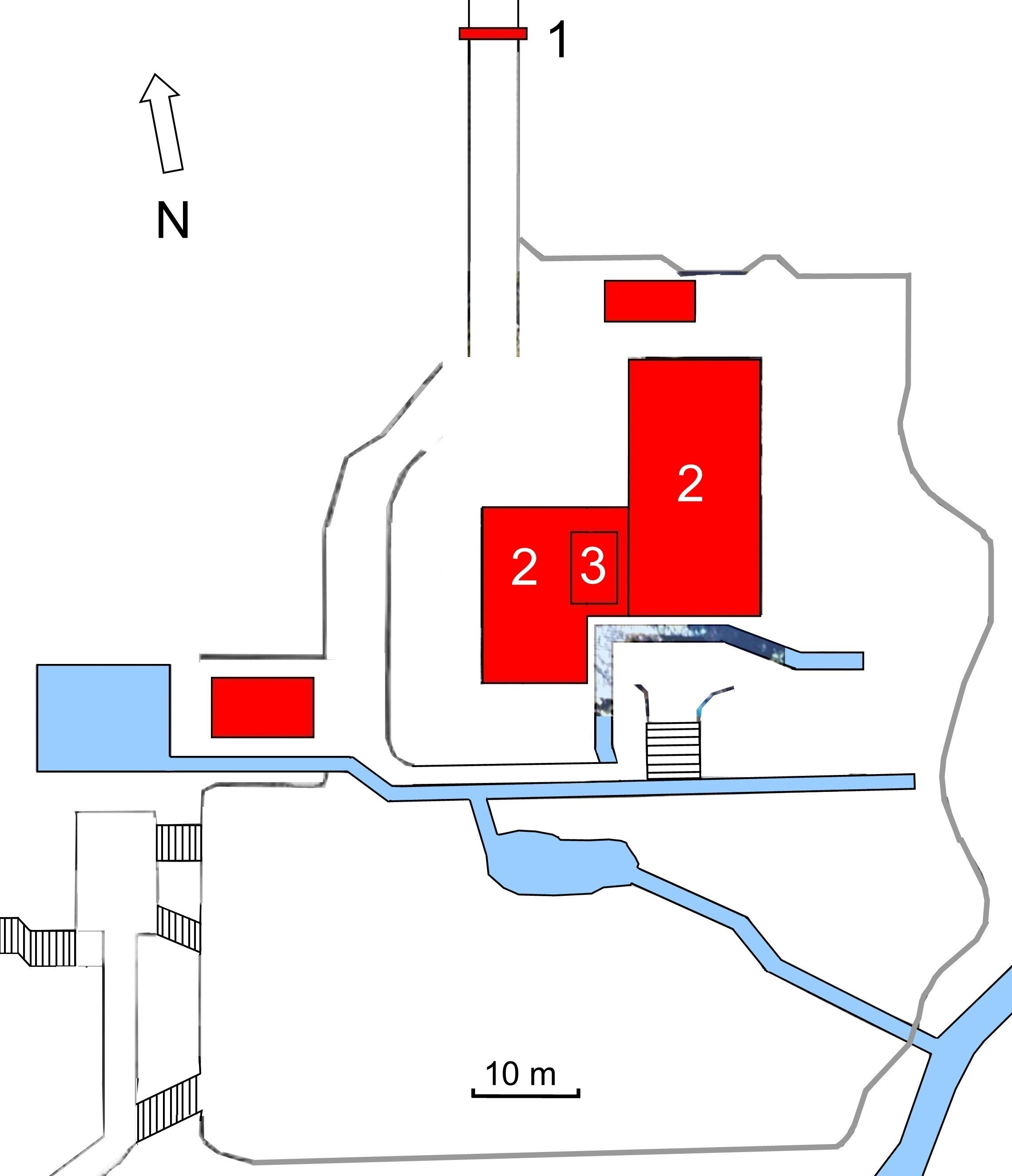
Plan der Anlage (s. Text)

Ishikawa Jōzan war ein Vasall des Tokugawa Ieyasu, wurde aber nach einem Zwischenfall im Zusammenhang mit der Osaka-Belagerung im Sommer 1500 eine Zeitlang unter Hausarrest gestellt. Danach trat er in das Kloster Myōshin-ji ein und nannte sich Jōzan. Er ließ sich von Fujiwara Seika im Neokonfuzianismus unterrichten und hatte enge Beziehungen zu Hayashi Razan. Eine Zeitlang war er bei den Asano von Hiroshima beschäftigt, aber nach dem Tod seiner Mutter gab er die Stellung auf und zog er sich nach Kyōto zurück, wo er zurückgezogen lebte. Zunächst lebte er in einer Klause in der Nähe des Shōkoku-ji, die er „Klause des schlafenden Bambus“ (睡竹堂, Suichiku-dō) nannte, aber vier Jahre später, 1641, zog an den jetzigen Ort um.
Da das Haus an einem Hang lag, wollte Jōzan es zunächst „Konkav-Kovex-Unterschlupf“ (凹凸窠, Ōtsuka) nennen, da aber im Inneren Bilder der 36 chinesischen Dichter angebracht waren, entschied er sich schließlich für heutige Bezeichnung 詩仙堂, also „Halle der Poeten“. Da der Schenker dieser Bilder, Kinoshita Katsutoshi (1569–1649) die Idee von der Kasendō (歌仙堂) hatte, ließ Jōzan sie von Kanō Tan’yū malen, schmückte damit den zweiten Stock mit jeweils neun Poeten an einer Wand des Raumes. Jōzan beschäftigte sich auch mit der  Tee-Zeremonie und war hervorragend in der Anlage des Gartens. Er war befreundet mit Shōkadō Shōjō, einem der „Drei Kalligraphen der Kan’ei-Ära“, und mit wohlhabenden Unternehmer Suminokura Sōan (角倉 素庵; 1571–1632), ältester Sohn des Suminokura Ryōi (1554–1614) und lebte so ein Leben mit Beziehungen zur Wissenschaft und zur Kunst. Der Garten Shōseien (渉成園) der Kikoku-Villa (枳殻邸) soll auf ihn zurückgehen, er wird auch im Zusammenhang mit dem Garten-Anlage der Shugakuin-Villa genannt.
Als Jōzan 1672 im Alter von 90 Jahren starb, bestattete man ihn etwa 500 m nordöstlich der Villa. Das Grab ist erhalten und ist als Geschichtliche Spur (国史跡, Kuni no shiseki) registriert. Nach Ishikawas Tod übernahm der Konfuzianist Hiraiwa Sengai (平岩 仙桂) die Villa.

## Anlage
Man betritt die Anlage von Norden her durch eine kleine Pforte, „Kleine Höhle“ (小有洞, Shōyūdō; im Plan 1) genannt. Von dort führt ein mit Steinplatten belegter Weg durch ein Bambuswäldchen zu einer Steintreppe nach links zum Haus (2). Über dem Eingang erhebt sich ein Aufbau, „Ausguck zum falschen Mond“ (嘯月楼, Shōgetsurō; 3). Durch den Eingang gelangt man zum „Poeten-Raum“ (詩仙の間, Shisen no ma), in dem die  „36 auserwählten Dichter“ der Heian-Zeit zu je neun an den vier Wänden angebracht sind. Auf der rechte, der Westseite, befinden sich ein 6 und ein 8 Tatami-Bereich ein mit Platten ausgelegter (瓦敷, Kawara-jiki) buddhistischer Altarraum. Der Garten ist bekannt für die Herbstfärbung seiner Heidekrautgewächse. In der Mitte befindet sich zum Verscheuchen von Rehen die heute übliche Rehabwehr (添水; Sōzui), die Jōzan erdacht haben soll. Der untere Teil des Gartens wird von einem schmalen Bach durchzogen, der zum Ryūyōhaku (流葉陌) fließt.